# 34190 Erinsmith
34190 Erinsmith è un asteroide della fascia principale. Scoperto nel 2000, presenta un'orbita caratterizzata da un semiasse maggiore pari a 2,7372115 au e da un'eccentricità di 0,0228645, inclinata di 6,42119° rispetto all'eclittica.